# Euphorbia triangolensis
Euphorbia triangolensis är en törelväxtart som beskrevs av Peter Vincent Bruyns. Euphorbia triangolensis ingår i släktet törlar, och familjen törelväxter. Inga underarter finns listade i Catalogue of Life.